# Índice de complexidade
Além da complexidade como uma dificuldade para calcular uma função (consulte complexidade computacional), na ciência da computação moderna e em estatística outro índice de complexidade de uma função serve para denotar o seu conteúdo de informação, por sua vez afetando a dificuldade de aprender funções a partir de exemplos.
índices de complexidade, neste sentido, caracterizam toda a classe de funções à qual as funções nas quais estamos interessados pertencem. Focando em funções Booleanas, o detalhe de uma classe {\displaystyle {\mathsf {C}}} de funções Booleanas c , essencialmente, denota o quão profundamente a classe é articulada.
Para identificar este índice devemos primeiro definir um função sentinela de {\displaystyle {\mathsf {C}}}.
Vamos nos concentrar por um momento em uma única função, c, chame-o de um conceito definido sobre um conjunto {\displaystyle {\mathcal {X}}} de elementos que podemos imaginar como pontos em um espaço Euclideano. Neste quadro, a função acima associa a c um conjunto de pontos que, uma vez que são definidos para serem externos ao conceito, previnem que ele se expanda para outra função de {\displaystyle {\mathsf {C}}}. Podemos duplamente definir estes pontos em termos de proteger um determinado conceito c de ser totalmente fechado (invadido) por outro conceito dentro da classe. Portanto, chamamos a estes pontos sentinelas ou pontos sentinela; eles são atribuídos pela função de sentinela {\displaystyle {\boldsymbol {S}}} para cada conceito de {\displaystyle {\mathsf {C}}} de tal forma que:
1. o ponto sentinela  é externo ao conceito c para ser vigiado e interno para pelo menos um outro, incluindo,
2. cada conceito {\displaystyle c'} incluindo c tem pelo menos um ponto sentinela de c, que é ou a distância entre c e {\displaystyle c'} ou fora de {\displaystyle c'} e distinto dos pontos sentinelas de {\displaystyle c'} e
3. eles constituem um conjunto mínimo com essas propriedades.

A definição técnica proveniente de (Apolloni 2006) está enraizada na inclusão de um conceito aumentado {\displaystyle c^{+}} composto de c e seus pontos sentinela por outro {\displaystyle \left(c'\right)^{+}} na mesma classe.

## Definição de função de sentinela
Para um conceito de classe {\displaystyle {\mathsf {C}}} em um espaço {\displaystyle {\mathfrak {X}}} uma função sentinela é uma função total {\displaystyle {\boldsymbol {S}}:{\mathsf {C}}\cup \{\emptyset ,{\mathfrak {X}}\}\mapsto 2^{\mathfrak {X}}} satisfazendo as seguintes condições:
1. Sentinelas estão fora  do conceito sentinela ({\displaystyle c\cap {\boldsymbol {S}}(c)=\emptyset } para todo {\displaystyle c\in {\mathsf {C}}}).
2. Sentinelas estão dentro do conceito invasor (Tendo introduzido os conjuntos {\displaystyle c^{+}=c\cup {\boldsymbol {S}}(c)}, um conceito invasor {\displaystyle c'\in {\mathsf {C}}} é tal que {\displaystyle c'\not \subseteq c} e {\displaystyle c^{+}\subseteq \left(c'\right)^{+}}. Denotando {\displaystyle \mathrm {up} (c)} como o conjunto de conceitos invadindo c, temos que ter, se {\displaystyle c_{2}\in \mathrm {up} (c_{1})}, então {\displaystyle c_{2}\cap {\boldsymbol {S}}(c_{1})\neq \emptyset }).
3. {\displaystyle {\boldsymbol {S}}(c)} é o conjunto mínimo com as propriedades acima (No {\displaystyle {\boldsymbol {S}}'\neq {\boldsymbol {S}}} existe satisfazendo (1) e (2) e tendo a seguinte propriedade {\displaystyle {\boldsymbol {S}}'(c)\subseteq {\boldsymbol {S}}(c)} {\displaystyle c\in {\mathsf {C}}}).
4. Sentinelas são guardiões honestos. Pode parecer que {\displaystyle c\subseteq \left(c'\right)^{+}} mas {\displaystyle {\boldsymbol {S}}(c)\cap c'=\emptyset } para que {\displaystyle c'\not \in \mathrm {up} (c)}. isto, porém deve ser uma consequência do fato de que todos os pontos de {\displaystyle {\boldsymbol {S}}(c)} estão envolvidos em realmente proteger c contra outros conceitos em {\displaystyle \mathrm {up} (c)} e não somente em evitar inclusões de {\displaystyle c^{+}} por {\displaystyle (c')^{+}}. Assim, se removermos {\displaystyle c',{\boldsymbol {S}}(c)} permanece a mesma (Sempre que {\displaystyle c_{1}} e {\displaystyle c_{2}} são tais que {\displaystyle c_{1}\subset c_{2}\cup {\boldsymbol {S}}(c_{2})} e {\displaystyle c_{2}\cap {\boldsymbol {S}}(c_{1})=\emptyset }, então a restrição de {\displaystyle {\boldsymbol {S}}} para {\displaystyle \{c_{1}\}\cup \mathrm {up} (c_{1})-\{c_{2}\}} é uma função sentinela nesse conjunto).

{\displaystyle }{\displaystyle {\boldsymbol {S}}(c)} é a fronteira de c sobre {\displaystyle {\boldsymbol {S}}}.{\displaystyle }
Fazendo referência a imagem na direita, {\displaystyle \{x_{1},x_{2},x_{3}\}} é uma fronteira candidata de {\displaystyle c_{0}} contra {\displaystyle c_{1},c_{2},c_{3},c_{4}}. todos os pontos estão na lacuna entre um {\displaystyle c_{i}} e {\displaystyle c_{0}}. Eles evitam a inclusão de {\displaystyle c_{0}\cup \{x_{1},x_{2},x_{3}\}} em {\displaystyle c_{3}}, desde que esses pontos não são usados pelo último para se proteger contra outros conceitos. Vice versa esperamos que {\displaystyle c_{1}} use {\displaystyle x_{1}} e {\displaystyle x_{3}} como suas próprias sentinelas, {\displaystyle c_{2}} use {\displaystyle x_{2}} e {\displaystyle x_{3}} e {\displaystyle c_{4}} use {\displaystyle x_{1}} e {\displaystyle x_{2}} analogamente. O ponto {\displaystyle x_{4}} não é permitido como um ponto sentinela de {\displaystyle c_{0}} pois, como qualquer assento diplomático, deveria ser alocado fora de todos os outros conceitos apenas para confiar que não está ocupado em caso de ser invadido por {\displaystyle c_{0}}.

### Definição de detalhes
O tamanho da fronteira do conceito mais caro a ser protegido com a função sentinela menos eficiente, i.e. a quantidade
{\displaystyle \mathrm {D} _{\mathsf {C}}=\sup _{{\boldsymbol {S}},c}\#{\boldsymbol {S}}(c)},
é chamada de detalhe de {\displaystyle {\mathsf {C}}}. {\displaystyle {\boldsymbol {S}}} abrange também as funções sentinelas em subconjuntos de {\displaystyle {\mathfrak {X}}} vigiando neste caso, as interseções dos conceitos com esses subconjuntos. Na verdade, subconjuntos próprios de {\displaystyle {\mathfrak {X}}} podem hospedar tarefas sentinelas que provam ser mais difíceis do que as emergindo com {\displaystyle {\mathfrak {X}}}.
O detalhe {\displaystyle \mathrm {D} _{\mathsf {C}}} é uma medida de complexidade do conceito de classes dupla para a dimensão VC {\displaystyle \mathrm {D} _{{\mathsf {V}}C}}. O antigo usa pontos para separar os conjuntos de conceitos, estes últimos conceitos de particionamento de conjuntos de pontos. Em particular, a seguinte desigualdade vale (Apolloni 1997)
{\displaystyle \mathrm {D} _{\mathsf {C}}\leq \mathrm {D} _{{\mathsf {V}}C}+1}
Veja também complexidade de Rademacher para tomar conhecimento de uma recém-introduzida classe de índice de complexidade.

### Exemplo: espaços contínuos
A classe C de círculos em {\displaystyle \mathbb {R} ^{2}} tem detalhe {\displaystyle \mathrm {D} _{\mathsf {C}}=2}, como mostrado na imagem à esquerda. Similarmente, para a classe de segmentos em {\displaystyle \mathbb {R} }, como mostrado na imagem à direita.
| {\displaystyle x_{1},x_{2}} | {\displaystyle \mathbb {R} } |

### Exemplo: espaços discretos
A classe {\displaystyle {\mathsf {C}}=\{c_{1},c_{2},c_{3},c_{4}\}} sobre {\displaystyle {\mathfrak {X}}=\{x_{1},x_{2},x_{3}\}} cujos conceitos são ilustrados no esquema seguinte, onde "{\displaystyle +}" denota um elemento {\displaystyle x_{j}} pertencente a {\displaystyle c_{i}}, "{\displaystyle -}" um elemento fora de {\displaystyle c_{i}} e {\displaystyle \bigcirc } um ponto sentinela:
| {\displaystyle x_{1}}  | {\displaystyle x_{2}}                | {\displaystyle x_{3}}                |                   |
| {\displaystyle c_{1}=} | {\displaystyle \bigcirc \!\!\!\!\!-} | {\displaystyle \bigcirc \!\!\!\!\!-} | {\displaystyle -} |
| {\displaystyle c_{2}=} | {\displaystyle \bigcirc \!\!\!\!\!-} | {\displaystyle +}                    | {\displaystyle +} |
| {\displaystyle c_{3}=} | {\displaystyle +}                    | {\displaystyle \bigcirc \!\!\!\!\!-} | {\displaystyle +} |
| {\displaystyle c_{4}=} | {\displaystyle +}                    | {\displaystyle +}                    | {\displaystyle +} |

Esta classe tem {\displaystyle \mathrm {D} _{\mathsf {C}}=2}. Como de costume, podemos ter diferentes funções sentinelas. O pior caso {\displaystyle \mathbf {S} }, como ilustrado, é: {\displaystyle \mathbf {S} (c_{1})=\{x_{1},x_{2}\},\mathbf {S} (c_{2})=\{x_{1}\},\mathbf {S} (c_{3})=\{x_{2}\},\mathbf {S} (c_{4})=\emptyset }. No entanto, um mais barato é {\displaystyle \mathbf {S} (c_{1})=\{x_{3}\},\mathbf {S} (c_{2})=\{x_{1}\},\mathbf {S} (c_{3})=\{x_{2}\},\mathbf {S} (c_{4})=\emptyset }:
| {\displaystyle x_{1}}  | {\displaystyle x_{2}}                | {\displaystyle x_{3}}                |                                      |
| {\displaystyle c_{1}=} | {\displaystyle -}                    | {\displaystyle -}                    | {\displaystyle \bigcirc \!\!\!\!\!-} |
| {\displaystyle c_{2}=} | {\displaystyle \bigcirc \!\!\!\!\!-} | {\displaystyle +}                    | {\displaystyle +}                    |
| {\displaystyle c_{3}=} | {\displaystyle +}                    | {\displaystyle \bigcirc \!\!\!\!\!-} | {\displaystyle +}                    |
| {\displaystyle c_{4}=} | {\displaystyle +}                    | {\displaystyle +}                    | {\displaystyle +}                    |